# Davichthys
Davichthys es un género extinto de peces actinopterigios prehistóricos de la familia Elopidae, del orden Elopiformes. Este género marino fue descrito científicamente por Forey en 1973.

## Especies
Clasificación del género Davichthys:
- † Davichthys Forey 1973
  - † Davichthys gardineri (Forey, 1973)[3]
  - † Davichthys dubius (Davis, 1887)[4]